# Doremifasolasido
Doremifasolasido is een kunstwerk uit 1998 gelegen op de rotonde Spoorstraat/Steenstraat (Rochusplein) in de plaats Boxmeer. Het is een werk van Mathieu Knippenbergh.
In 2009 werd de rotonde heringericht en het kunstwerk met een gewicht van 25 ton tijdelijk verplaatst.